# Girl's Day Party 1
Girl's Day Party #1 è il primo EP del gruppo musicale sudcoreano Girl's Day, pubblicato nel 2010 dall'etichetta discografica DreamTea Entertainment insieme a LOEN Entertainment.

## Tracce
1. Tilt My Head (갸우뚱) – 3:09 (testo: Ashtray – musica: Yoon Yoe Hoon)
2. SHUPPY SHUPPY – 3:10 (Kwon Tae Eun)
3. CONTROL – 3:28 (Bae Jin Ryeol)
4. Tilt My Head (갸우뚱) (Inst.) – 3:09 (testo: Ashtray – musica: Yoon Yoe Hoon)
5. SHUPPY SHUPPY (Inst.) – 3:10 (Kwon Tae Eun)

## Formazione
- Sojin – voce
- Jisun – voce
- Jihae – rapper, voce
- Jiin – voce
- Minah – voce